# Zealandia

Mappa topografica della Zealandia

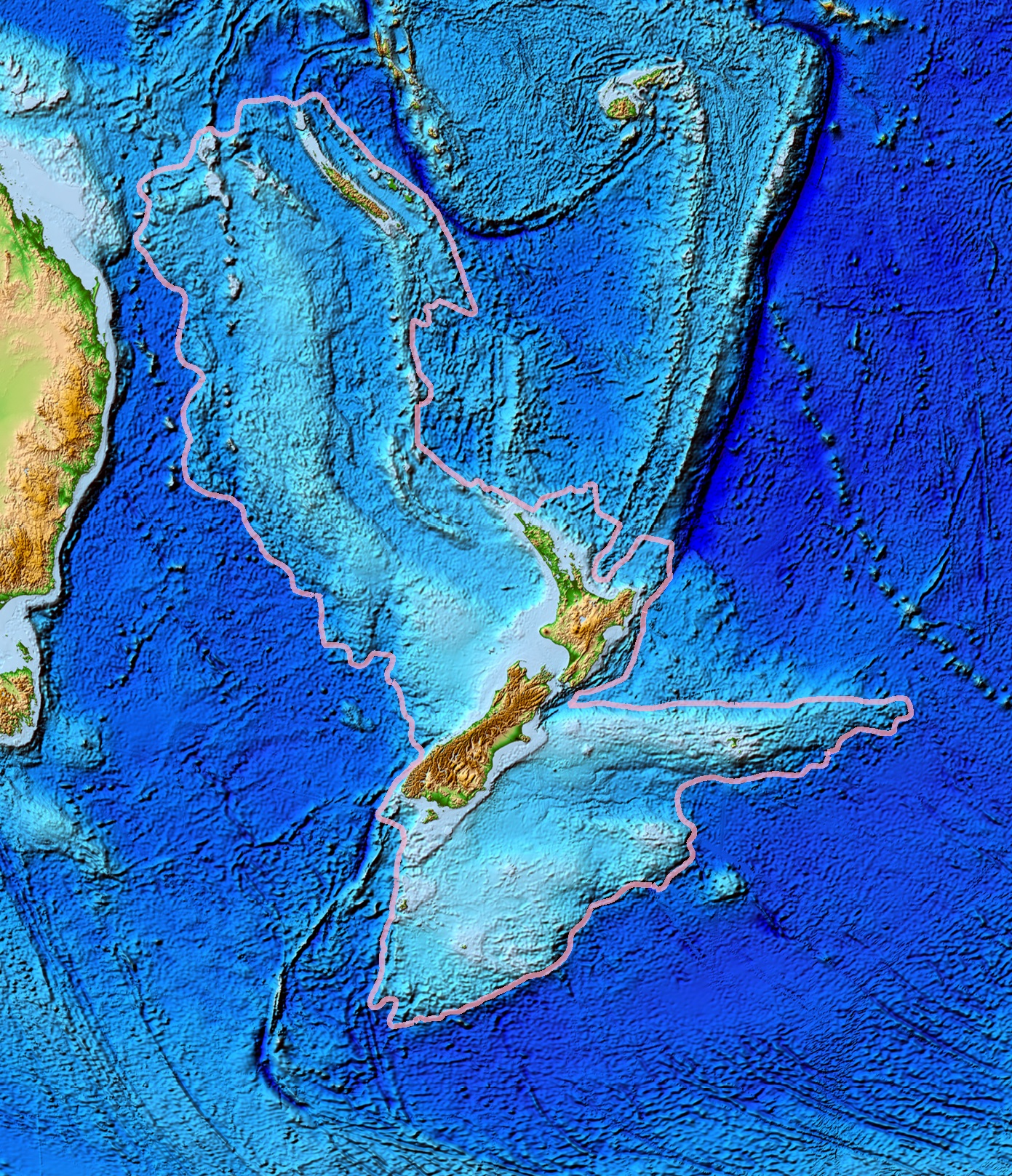
Topografia della Zealandia

La Zealandia, nota anche come Te Riu-a-Māui (Māori) o Tasmantis (dal nome del Mar di Tasman), è una massa quasi interamente sommersa della crosta continentale. È stata variamente indicata come un "frammento continentale", un microcontinente, un continente sommerso o un continente.
Il nome e il concetto di Zealandia furono proposti da Bruce Luyendyk nel 1995. Lo status della Zealandia come continente non è universalmente accettato, ma il geologo neozelandese Nick Mortimer ha commentato che "se non fosse per l'oceano" esso sarebbe stato riconosciuto come tale tempo fa.
La Zealandia è quasi completamente sommersa; affondò dopo essersi staccata 85-130 milioni di anni fa dall'Antartide e 60-85 milioni di anni fa dall'Australia.

## Storia
Potrebbe essere stata completamente sommersa circa 23 milioni di anni fa e la maggior parte di essa (94%) giace ancora al di sotto dell'Oceano Pacifico.

## Geografia
Il continente è composto da:
- Nuova Zelanda
- Nuova Caledonia
- Plateau Campbell
- Chatham Rise
- Lord Howe Rise
- Plateau Challenger
- Norfolk Ridge

Le lunghe catene montuose sottomarine che si staccano dal continente in direzione nord-est e sud ovest non sono considerate appartenenti alla Zealandia.